# Université d'État de la Culture et des Arts d'Azerbaïdjan
L'université d'État de la Culture et des Arts d'Azerbaïdjan a été fondée en 1923 sur la base du Collège théâtral de Bakou. Il s'agit du principal établissement d'enseignement supérieur des arts du spectacle financé par l'État d'Azerbaïdjan.

## Histoire
Université d'État de la Culture et des Arts d'Azerbaïdjan lors de sa création en 1923, fonctionnait sous le nom d'Institut théâtral. Les premiers étudiants admis ont été formés dans les domaines de la représentation théâtrale, du théâtre et du cinéma. En 1954, l'Institut théâtral a été nommé d'après le célèbre acteur Mirzaagha Aliyev. Depuis 1959, l'école a également formé des spécialistes de l'éducation culturelle et, depuis 1963, des arts décoratifs appliqués.
En 1968, l'Institut théâtral a été renommé Institut d'État des Arts d'Azerbaïdjan. Au cours de 1981-1991, un certain nombre de nouvelles disciplines ont été introduites dans le programme, notamment la peinture, le dessin, la sculpture, les spécialités artistiques, le théâtre, le cinéma, la culturologie et l'industrie de l'art.

## Facultés
- L'art d'agir
- L'art du cinéma
- Études d'art
- Art de la musique
- Talent artistique

## Personnalités liées à l'université

### Professeurs
- Mayis Aghabeyov
- Djanali Akperov
- Gulara Aliyeva
- Ogtaï Chikhaliyev
- Malakkhanum Eyyubova
- Jabbar Gasimov
- Djanette Salimova

### Étudiants
- Azer Zeynalov
- Hadji Murad Yaguizarov
- Gazanfar Khaligov